# 竹内邦光
竹内 邦光（たけうち くにみつ、1937年 - ）は、日本の作曲家。

## 略歴
東京都出身。長野県諏訪郡豊平村（現・茅野市）育ち。長野県諏訪清陵高等学校を経て、東京芸術大学音楽学部作曲科卒業。同大学在学中にNHK洋楽オーディションに合格しピアニストとして活動を始める。NHK学校放送番組「ことばと文学 浄瑠璃寺の春」の附帯音楽の作曲を手がけ作曲活動を始める。1968年信州大学教育学部教授。その後、昭和音楽大学音楽学部作曲学科（現・音楽芸術表現学科作曲・音楽デザインコース）教授として長年、ピアノ、楽曲分析、楽式論、対位法、和声等の講義を担当。「音楽旬報」の評論スタッフとして多くの演奏家評論を著した。門下生に、岩下哲也、横島浩、若林千春がいる。

## 著書
- 『音楽の信州』 信濃毎日新聞社 1973年
- 『そびゆる樹々の譜 信州の音楽人』 銀河書房 1985年
- 『楽式論資料』
- 『対位法講義』

## 作曲
- 揺曳（1977年度文化庁芸術祭参加公演委嘱作品）
- 流離 落梅集 無伴奏ヴァイオリンのために
- 古謡 落梅集 無伴奏ヴァイオリンのために
- 激り落つ 落梅集 無伴奏ヴァイオリンのために
- 遙歌集
- 光（島木赤彦童謡曲集）
- 土掘れ（島木赤彦童謡曲集）
- いのちってなあに（作詞：柳谷郁子）
- さざなみ
- 謐
- 原っぱ坊主
- ピオーネ（作詞：柏木隆雄）
- 筆のほさき いろはにほへと
- 星の砂[1]
- ゆり
- わたしのふるさと

### 編曲
- この道 城ヶ島の雨（作詞：北原白秋、作曲：山田耕筰、梁田貞）

### 校歌の作曲
- 練馬区立光が丘四季の香小学校（作詞：こわせたまみ）
- 岡谷市立上の原小学校（作詞：まど・みちお）
- 岡谷市立神明小学校（作詞：勝承夫）
- 諏訪市立城北小学校（作詞：藤森栄一）

## 受賞歴
- 1993年度 文化庁芸術作品賞受賞
- 2009年 埼玉県表彰「彩の国 下總皖一童謡音楽賞」受賞